# Ligne circulaire d'Osaka
La ligne circulaire d'Osaka (大阪環状線, Ōsaka kanjō-sen), appelée également par son nom anglais « Loop line », est une ceinture périphérique ferroviaire qui entoure le centre-ville d’Osaka au Japon. Elle est exploitée par la West Japan Railway Company (JR West).
La ligne circulaire d'Osaka constitue la ligne O du réseau urbain de la JR West dans l'agglomération d'Osaka-Kobe-Kyoto.

## Histoire
La ligne circulaire d'Osaka a été formée à partir de trois lignes préexistantes :
- la ligne Jōtō, ouverte en 1885, qui correspond à la partie orientale de la ligne actuelle ;
- la ligne Nishinari, ouverte en 1898, qui correspond à la partie nord-ouest ;
- la ligne fret Kansai, construite en 1928, qui correspond à la partie sud-ouest.

En 1961, une jonction fut construite entre Nishikujō et Sakaigawa pour compléter la boucle.
En février 2020, JR West a entrepris des tests de trains conduits automatiquement (sans chauffeur) sur la ligne circulaire d'Osaka.

## Caractéristiques

### Ligne
- Longueur : 20,7 km
- Ecartement : 1 067 mm
- Alimentation : 1 500 V par caténaire
- Vitesse maximale : 100 km/h
- Nombre de voies :
  - triple voie de Fukushima à Nishikujō
  - double voie ailleurs

### Services et interconnexions
En plus des services omnibus parcourant l'ensemble de la boucle, la ligne est également empruntée par des trains venant :
- de la ligne Sakurajima (les trains circulent entre Nishikujō et Tennōji via Osaka),
- de la ligne Yamatoji (les trains arrivent à Tennōji et effectuent un tour complet de la boucle),
- de la ligne Hanwa (les trains arrivent à Tennōji et effectuent un tour complet de la boucle).

Certains trains express (services Haruka et Kuroshio) reliant le nord et le sud du Keihanshin utilisent la ligne comme interconnexion entre la ligne principale Tōkaidō au nord et la ligne Hanwa au sud.

### Tracé
|  |

### Liste des gares
La ligne comprend 19 gares.
| Numéro | Gare          | Nom japonais | Distance depuis Osaka (km) | Correspondances | Arrondissement |
| ------ | ------------- | ------------ | -------------------------- | --- | -------------- |
| JR-O11 | Osaka         | 大阪         | 0                          | JR West : JR Kyōto (interconnexion), JR Kōbe, Fukuchiyama, JR Tōzai (à Kitashinchi) Hanshin : Hanshin (à Osaka-Umeda) Hankyū : Kyōto, Kōbe, Takarazuka (à Osaka-Umeda) Métro d'Osaka : Midōsuji (à Umeda), Tanimachi (à Higashi-Umeda), Yotsubashi (à Nishi-Umeda) | Kita           |
| JR-O12 | Fukushima     | 福島         | 1,0                        | JR West : JR Tōzai (à Shin-Fukushima) Hanshin : Hanshin Keihan : Nakanoshima (à Nakanoshima) | Fukushima      |
| JR-O13 | Noda          | 野田         | 2,4                        | Métro d'Osaka : Sennichimae (à Tamagawa) | Fukushima      |
| JR-O14 | Nishikujō     | 西九条       | 3,6                        | JR West : Sakurajima (interconnexion) Hanshin : Namba | Konohana       |
| JR-O15 | Bentenchō     | 弁天町       | 5,2                        | Métro d'Osaka : Chūō | Minato         |
| JR-O16 | Taishō        | 大正         | 7,0                        | Métro d'Osaka : Nagahori Tsurumi-ryokuchi | Taishō         |
| JR-O17 | Ashiharabashi | 芦原橋       | 8,2                        | | Naniwa         |
| JR-O18 | Imamiya       | 今宮         | 8,8                        | JR West : Yamatoji | Naniwa         |
| JR-O19 | Shin-Imamiya  | 新今宮       | 10,0                       | JR West : Yamatoji Nankai : Nankai, Kōya Métro d'Osaka : Midōsuji, Sakaisuji (à Dōbutsuen-mae) Tramway d'Osaka : Hankai | Naniwa         |
| JR-O01 | Tennōji       | 天王寺       | 11,0                       | JR West : Hanwa (interconnexion), Yamatoji (interconnexion) Métro d'Osaka : Midōsuji, Tanimachi Kintetsu : Minami Osaka (à Osaka-Abenobashi) Tramway d'Osaka : Uemachi                                                                                             | Tennōji        |
| JR-O02 | Teradachō     | 寺田町       | 12,0                       | | Tennōji        |
| JR-O03 | Momodani      | 桃谷         | 13,2                       | | Tennōji        |
| JR-O04 | Tsuruhashi    | 鶴橋         | 14,0                       | Kintetsu : Nara, Osaka Métro d'Osaka : Sennichimae | Tennōji        |
| JR-O05 | Tamatsukuri   | 玉造         | 14,9                       | Métro d'Osaka : Nagahori Tsurumi-ryokuchi | Tennōji        |
| JR-O06 | Morinomiya    | 森ノ宮       | 15,8                       | Métro d'Osaka : Chūō, Nagahori Tsurumi-ryokuchi | Chūō           |
| JR-O07 | Osakajō-kōen  | 大阪城公園   | 16,7                       | | Jōtō           |
| JR-O08 | Kyōbashi      | 京橋         | 17,5                       | JR West : Katamachi, JR Tōzai Keihan : Keihan Métro d'Osaka : Nagahori Tsurumi-ryokuchi | Jōtō           |
| JR-O09 | Sakuranomiya  | 桜ノ宮       | 19,3                       | | Miyakojima     |
| JR-O10 | Temma         | 天満         | 20,1                       | Métro d'OKsaka : Sakaisuji (à Ōgimachi) | Kita           |
| JR-O11 | Osaka         | 大阪         | 21,7                       | Voir ci-dessus | Kita           |

## Matériel roulant
La ligne circulaire d'Osaka voit passer de nombreux type de trains, affectés pour la plupart à d'autres lignes, mais effectuant des arrêts dans des gares de la ligne.

### Trains omnibus
Les services omnibus (local train, trains desservant toutes les stations) sont assurés par des rames série 323 introduites en service commercial le 24 décembre 2016. Elles remplacent les séries 103 et 201 qui étaient parmi les plus anciens modèles de trains présents sur le réseau urbain d'Osaka. Ces nouveaux trains sont équipés du Wi-fi avec un système d'information passager en plusieurs langues (japonais, anglais, chinois et coréen).

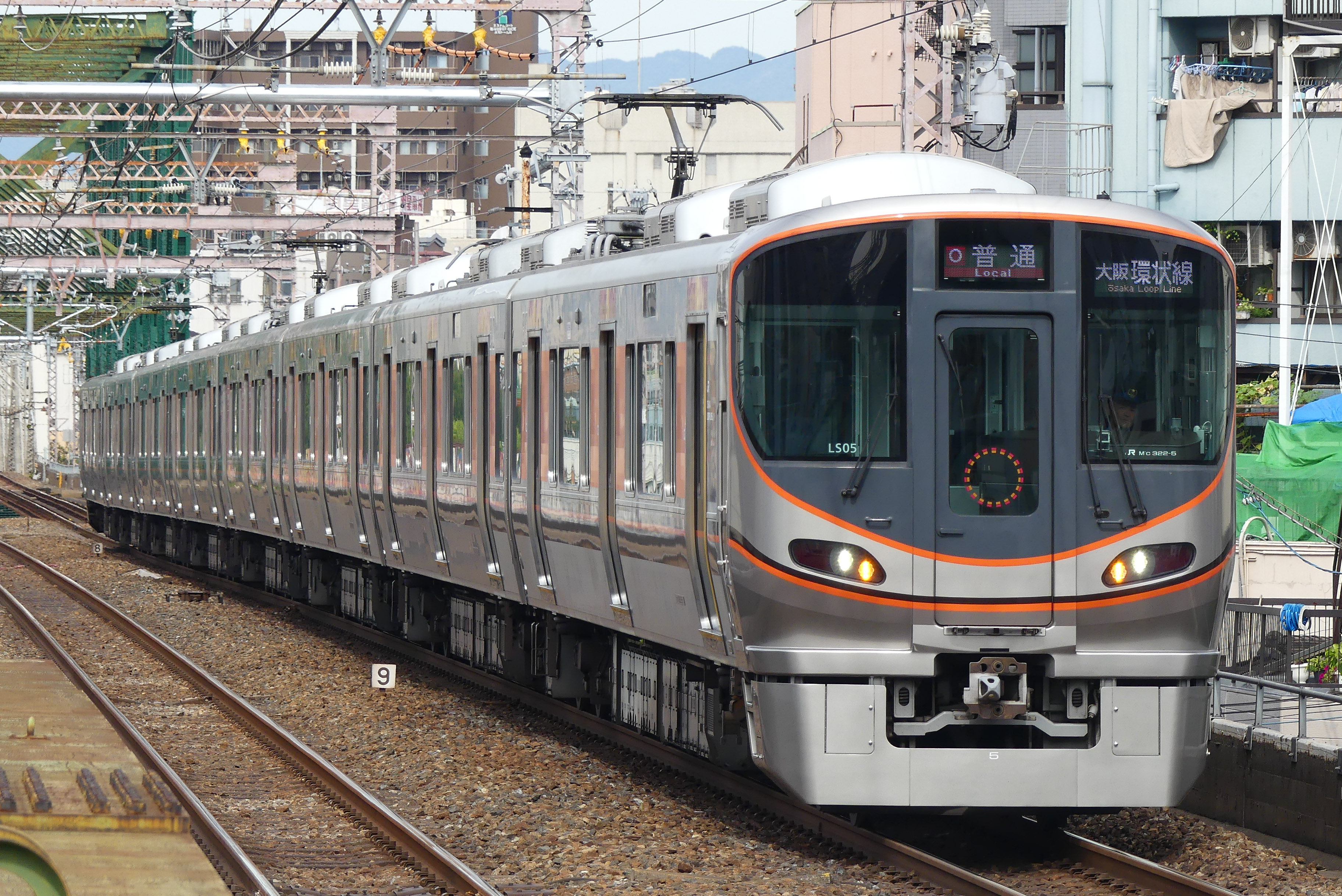
Série 323
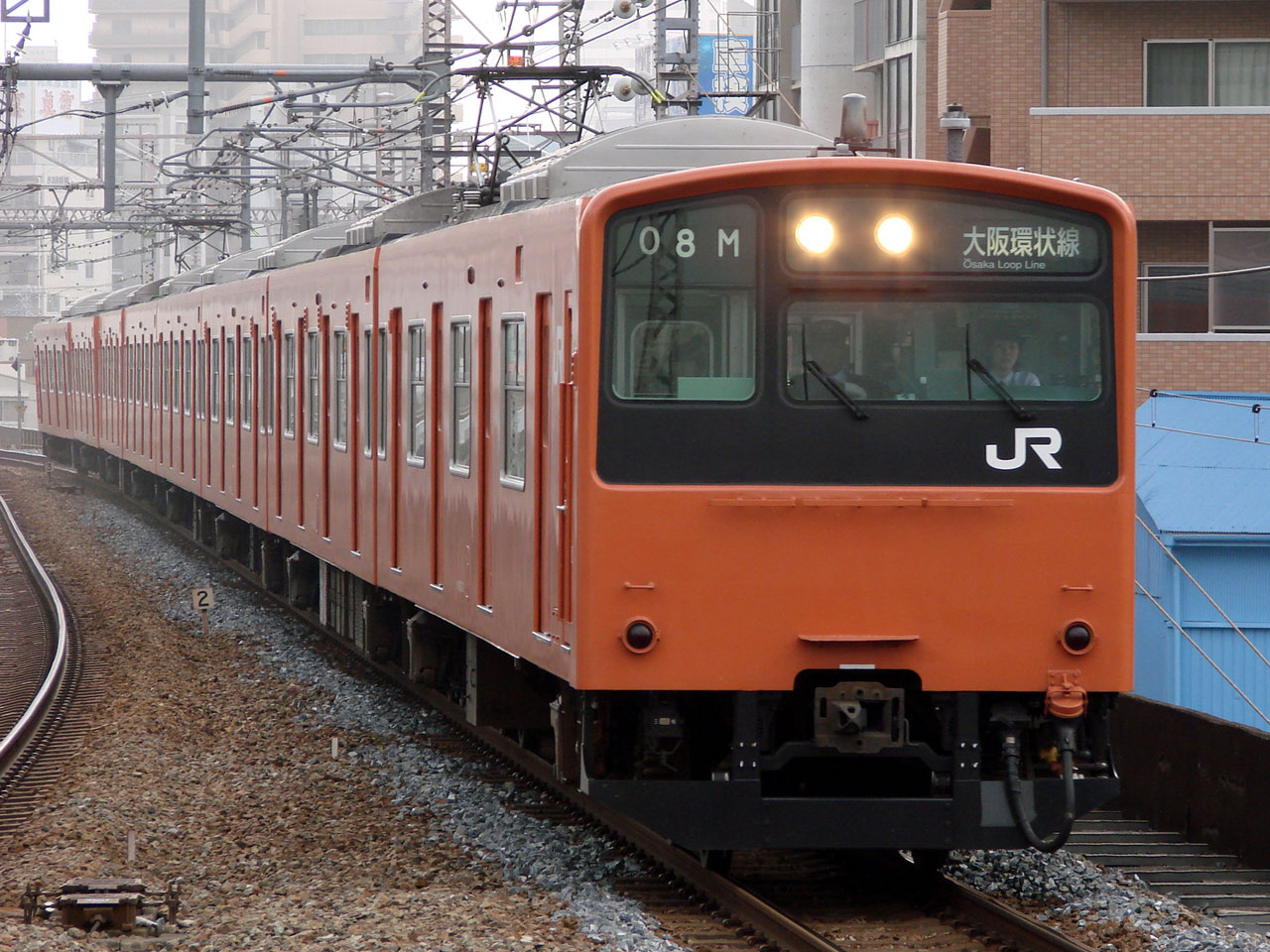
Série 201 (ne circule plus)
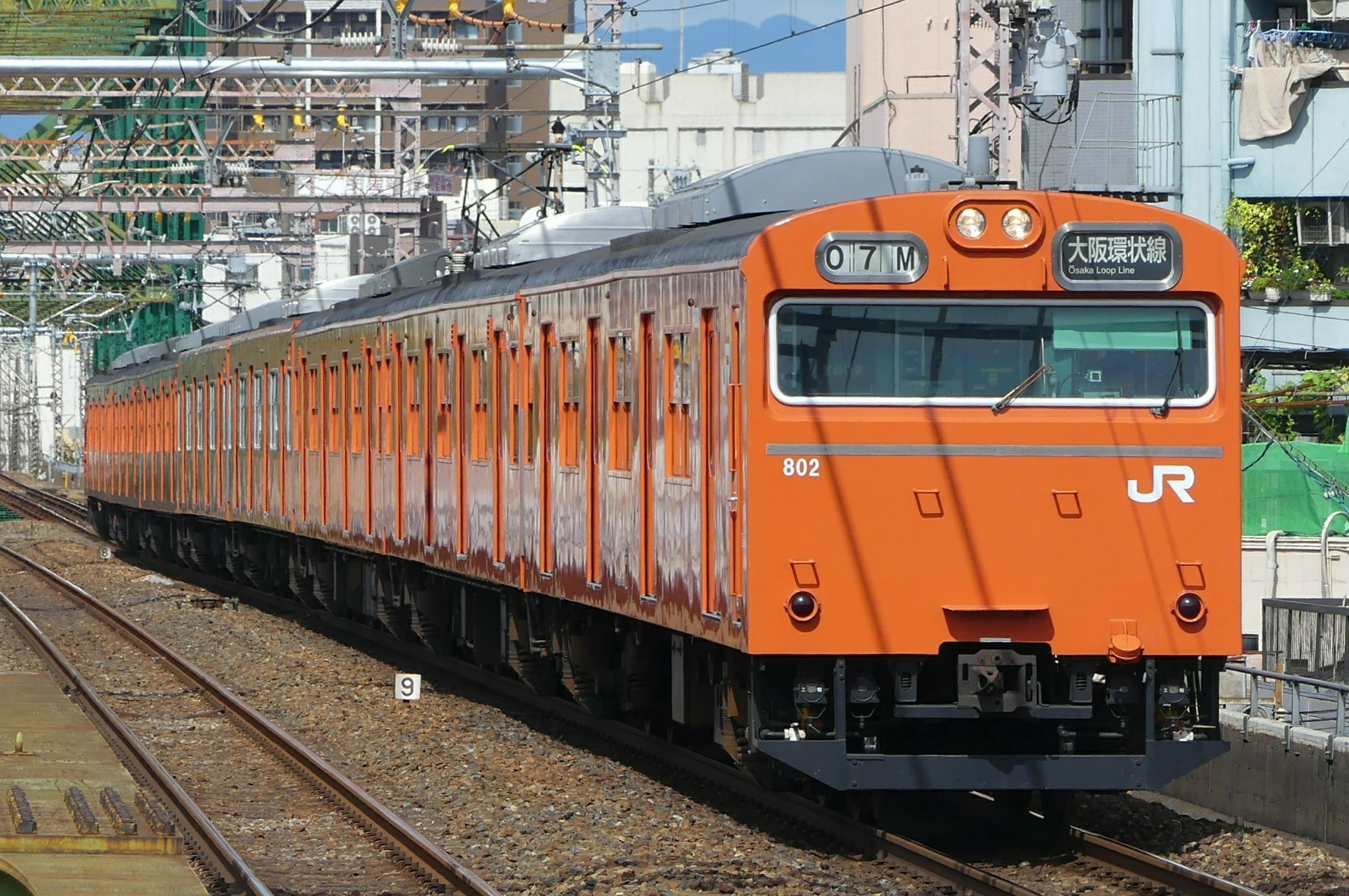
Série 103 (ne circule plus)

### Yamatoji Rapid, Regional Rapid
Les trains de ces services continuent sur la ligne Yamatoji.

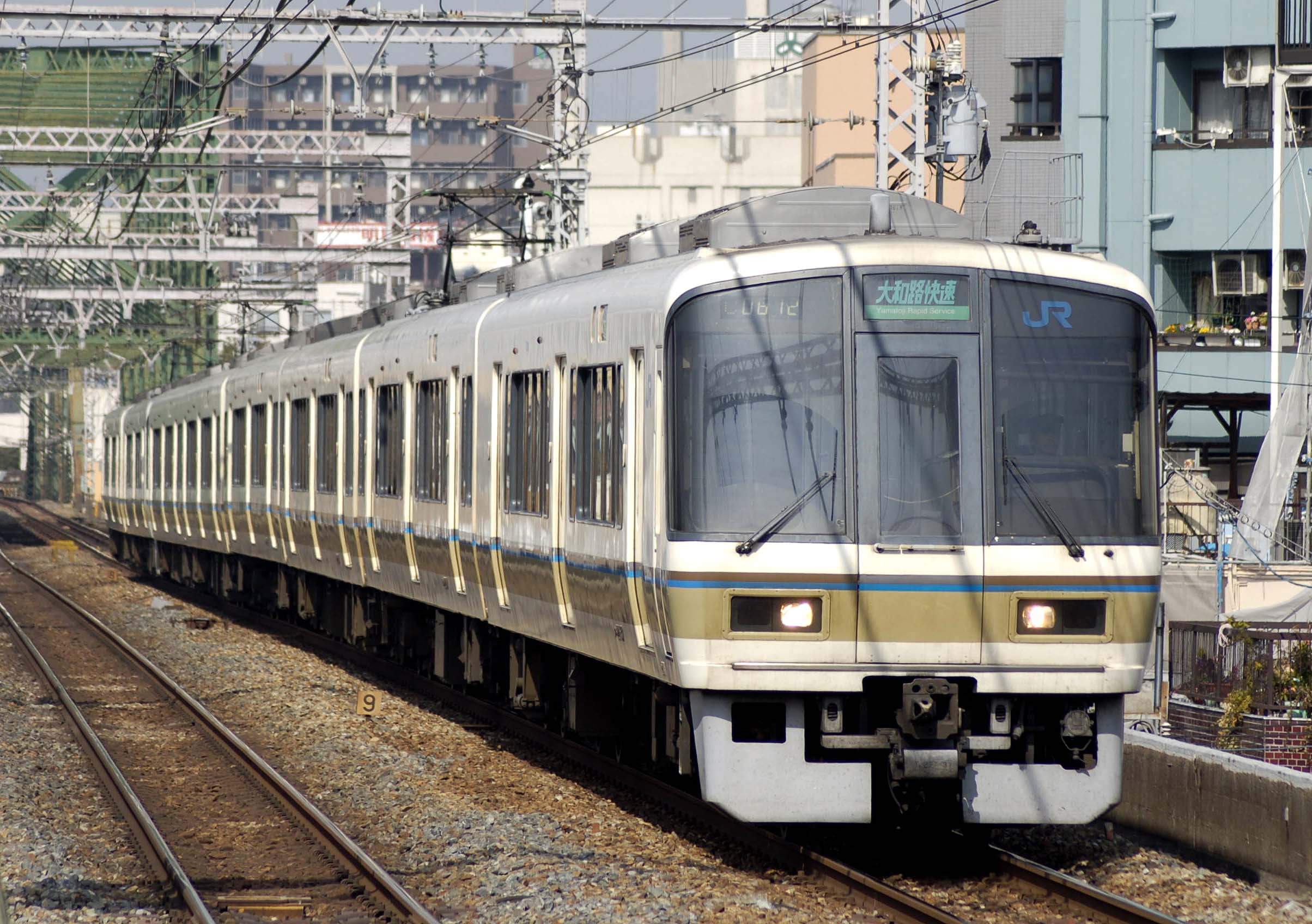
Série 221

### Airport Rapid, Kishuji Rapid, Direct Rapid, Rapid
Les trains de ces services continuent sur la ligne Hanwa.

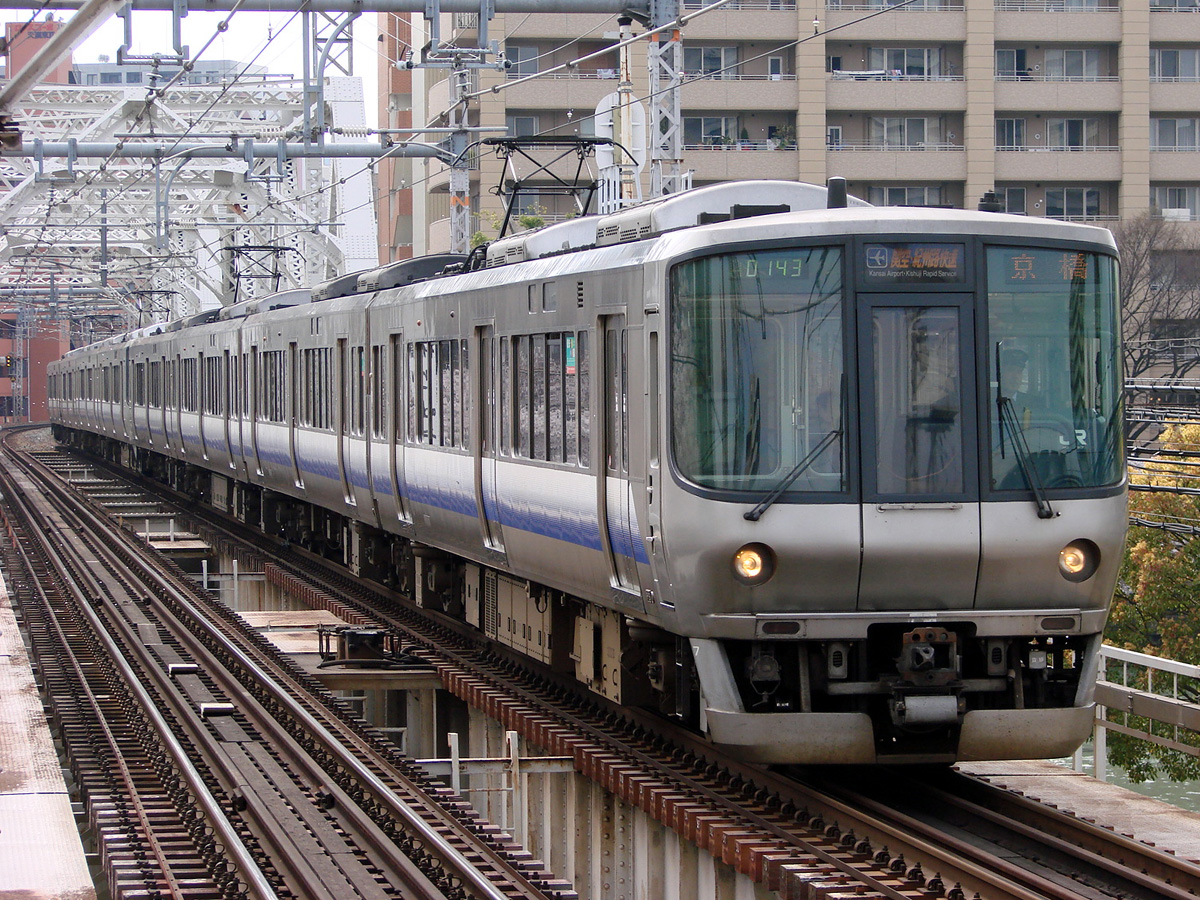
Série 223
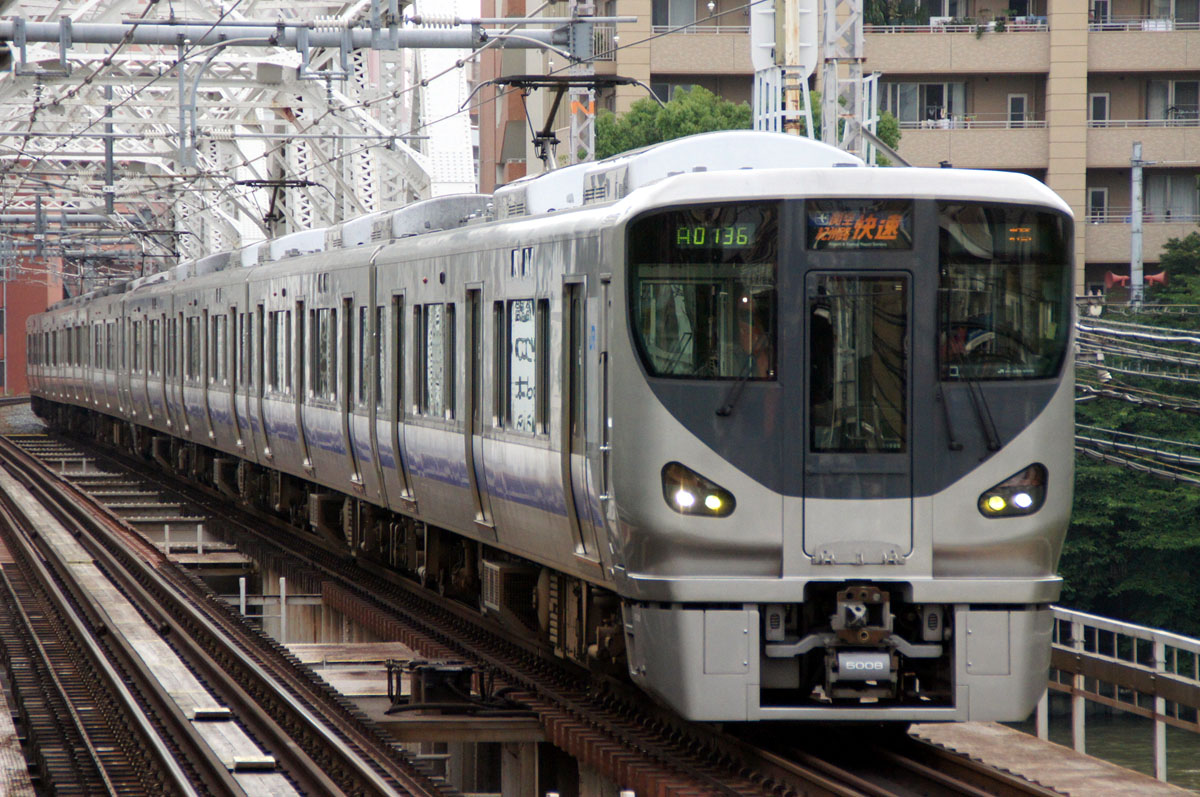
Série 225

### Limited Express

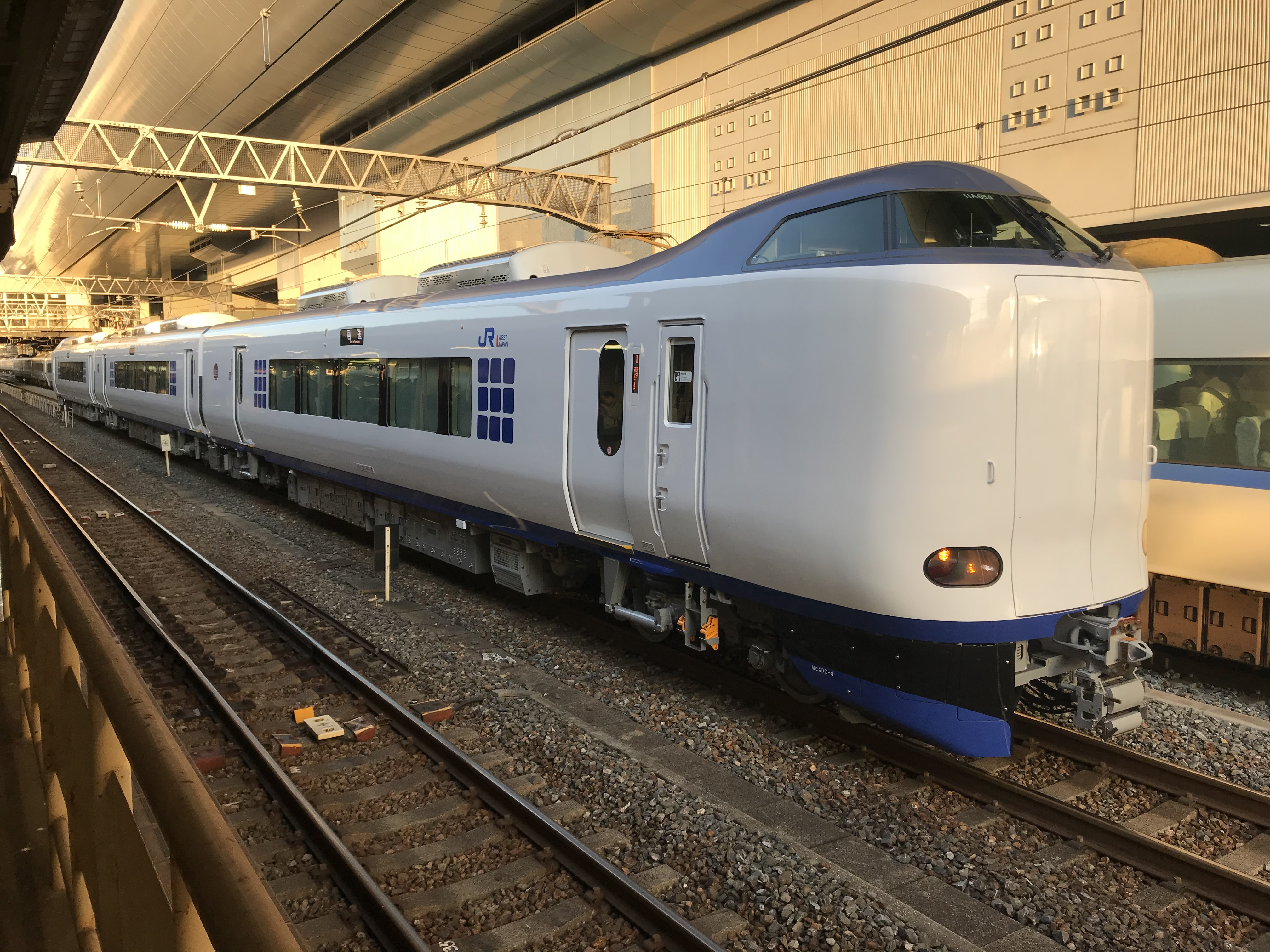
Série 271 (service Haruka)
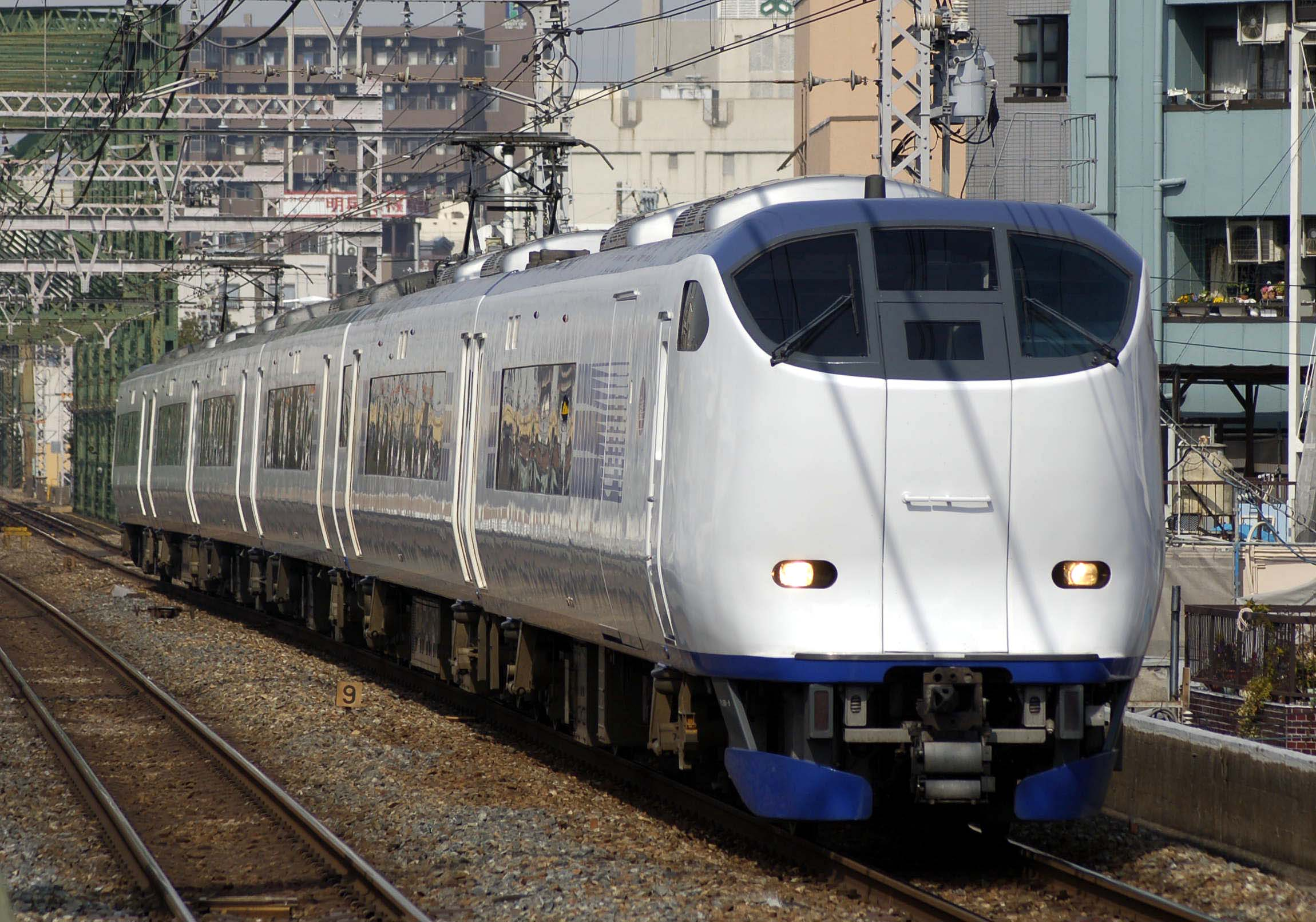
Série 281 (service Haruka)
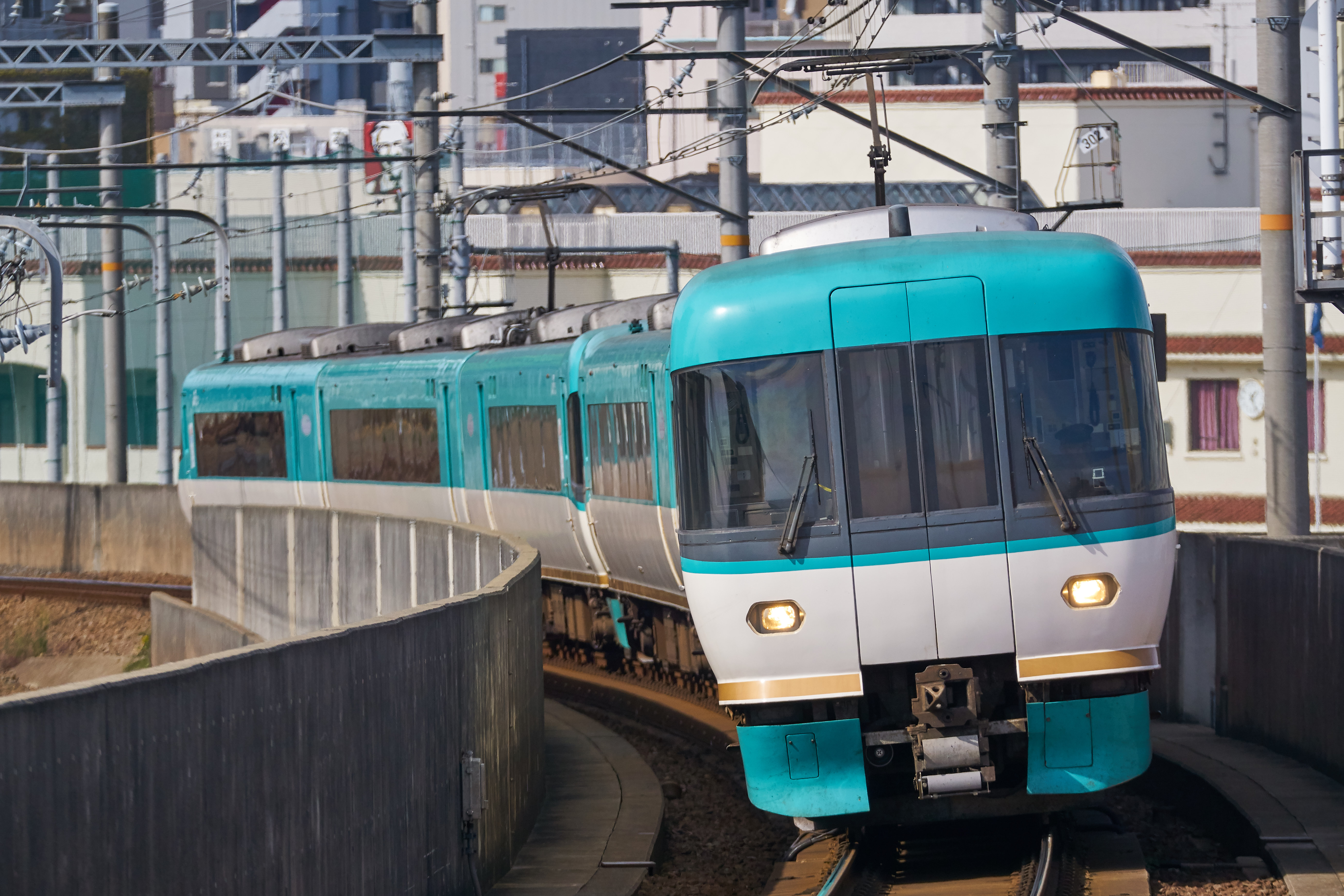
Série 283 (service Kuroshio)
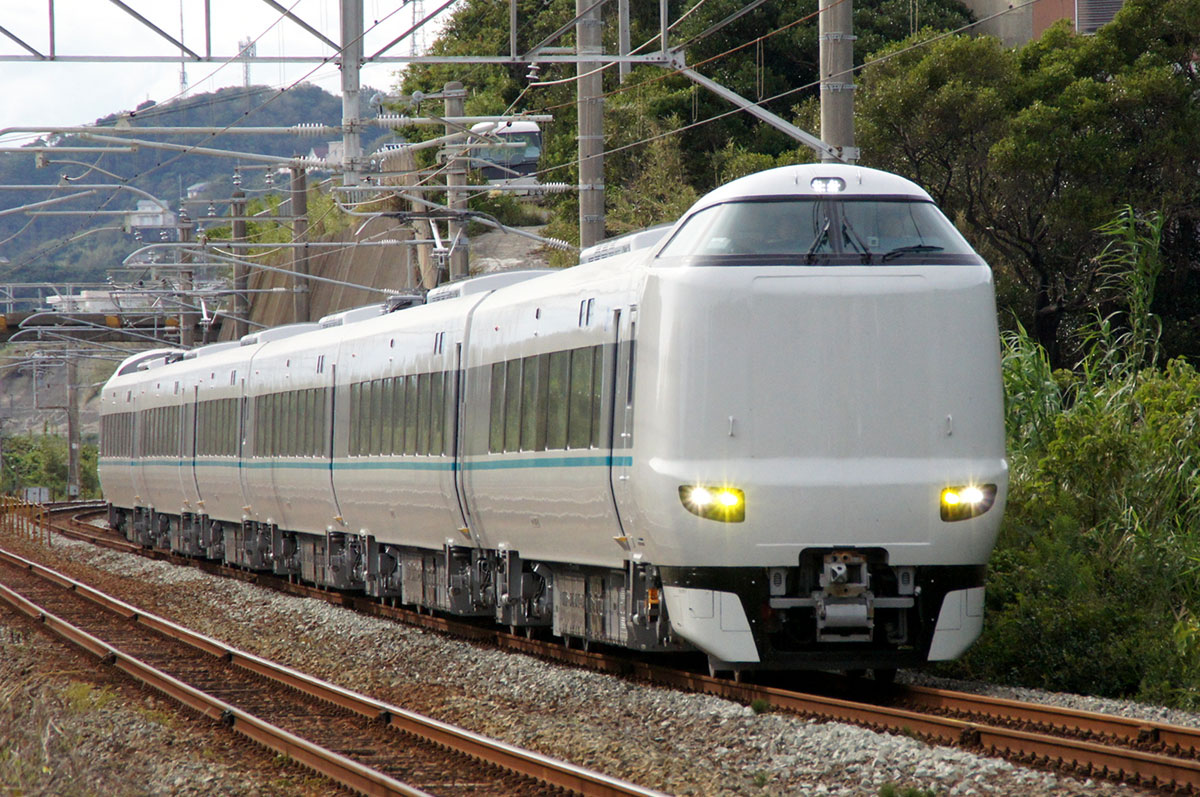
Série 287 (service Kuroshio)
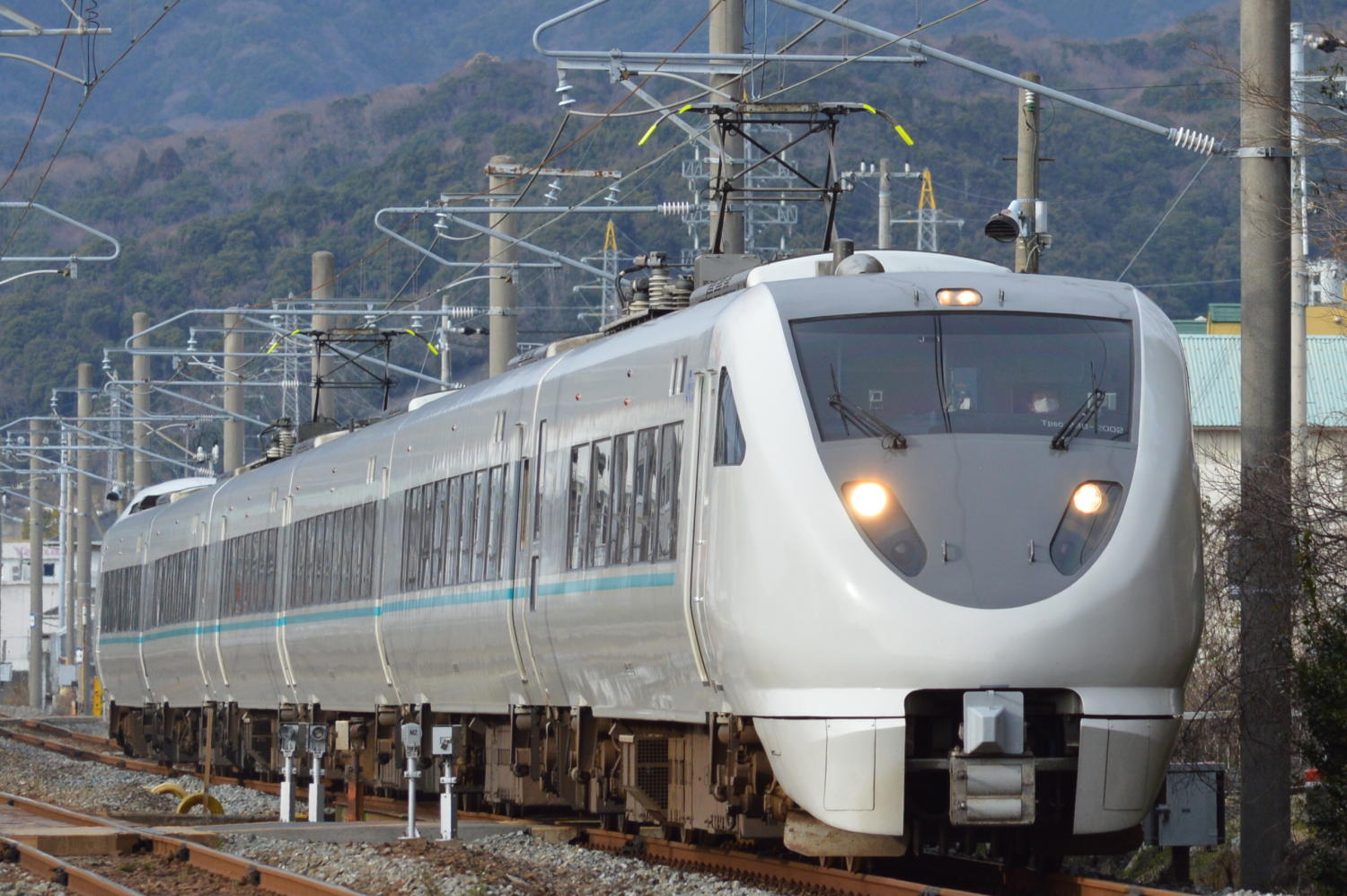
Série 289 (service Kuroshio)